# Brigham Paul Doane
Brigham Paul Doane (Waco, 16 juni 1981), beter bekend als Masada, is een Amerikaans professioneel worstelaar die vooral bekendstaat om zijn optredens in Combat Zone Wrestling en Big Japan Pro Wrestling. Hij heeft ook geworsteld voor WWE en TNA.

## Biografie
Masada debuteerde bij Coastal States Wrestling Alliance en maakte daarna de overstap naar Ring of Honor. Daar vormde hij samen met HC Loc, DeVito en Justin Credible een team genaamd The Carnage Crew. In 2003 worstelde hij 2 wedstrijden voor TNA en WWE. In 2005 kwam hij terecht bij Big Japan Pro Wrestling, een organisatie gespecialiseerd in Death Match wedstrijden. BJW werd dat jaar zijn belangrijkste werkgever. Hij worstelde er 14 van zijn 22 wedstrijden. Ondanks dat BJW gespecialiseerd is in hardcore wrestling kwam hij pas in aanraking met het wedstrijdtype in 2006. Bij BJW begon hij toen te worstelen in wedstrijden die veelal tl-buizen bevatten. Masada en hardcore wrestling was al snel niet meer van elkaar weg te denken en dat leidde er ook toe dat tot op de dag van vandaag Masada een gerespecteerd hardcore worstelaar is.
In 2009 worstelde hij in zijn eerste wedstrijd voor Combat Zone Wrestling, een Panes Of Glass & Barbed Wire Boards Death Match tegen Danny Havoc voor de Ultraviolent Underground Title. Ook CZW werd voor hem een succesverhaal. Hij was er voor een lange periode Heavyweight Champion en won onder andere Tournament of Death X, Tournament of Death XI en Tournament of Death: Europe. Het Tournament of Death toernooi is een toernooi opgezet door Combat Zone Wrestling waarin verschillende worstelaars het tegen elkaar opnemen in Death Matches. Het toernooi hanteert een knock-outsysteem en werkt toe naar een finale waar de winnaar van de wedstrijd de winnaar is van het toernooi.

## Trivia
Masada is verloofd met worstelaarster Christina Von Eerie.

## In het worstelen
- Finishers
  - Masadamizer (Death Valley Driver)
  - STF
- Signature moves
  - Double Leg Slam
- Managers[4]
  - Billy Gram
- Bijnamen[3]
  - The Ultraviolent Beast
- Opkomstmuziek[5]
  - The Optimist - Skinless

## Prestaties
- Combat Zone Wrestling[6]
  - Ultraviolent Underground Championship (1 keer)
  - CZW World Heavyweight Championship (1 keer)
  - Winnaar Tournament of Death X (2011)
  - Winnaar Tournament of Death XI (2012)
  - Winnaar Tournament of Death: Europe (2012)
- National Wrestling Alliance
  - NWA Wildside Tag Team Championship (1 keer) - met Todd Sexton
- Anarchy Championship Wrestling
  - ACW Hardcore Championship (1 keer)
  - ACW Heavyweight Championship (1 keer)
  - Winnaar 9th Annual Lone Star Classic (2014)
- Pro Wrestling FREEDOMS
  - Winnaar PAIN LIMIT (2010)
- IWA Mid-South
  - Winnaar IWA Mid-South King of the Deathmatch (2009)